# Теорема на Дирихле за простите числа
Според теоремата на Дирихле за простите числа всяка безкрайна аритметична прогресия, чиито първи член и разлика са взаимно прости числа, съдържа безкраен брой прости числа.

## Примери
- Първите членове на аритметична прогресия с общ вид 2n + 1, които са прости числа, са:

3, 5, 7, 11, 13, 17, 19, 23, 29, 31, …
- Първите членове на аритметична прогресия с общ вид 4n + 1, които са с прости числа, са:

5, 13, 17, 29, 37, 41, 53, 61, 73, 89, …